# The Greenbrier
Pour les articles homonymes, voir Greenbrier.

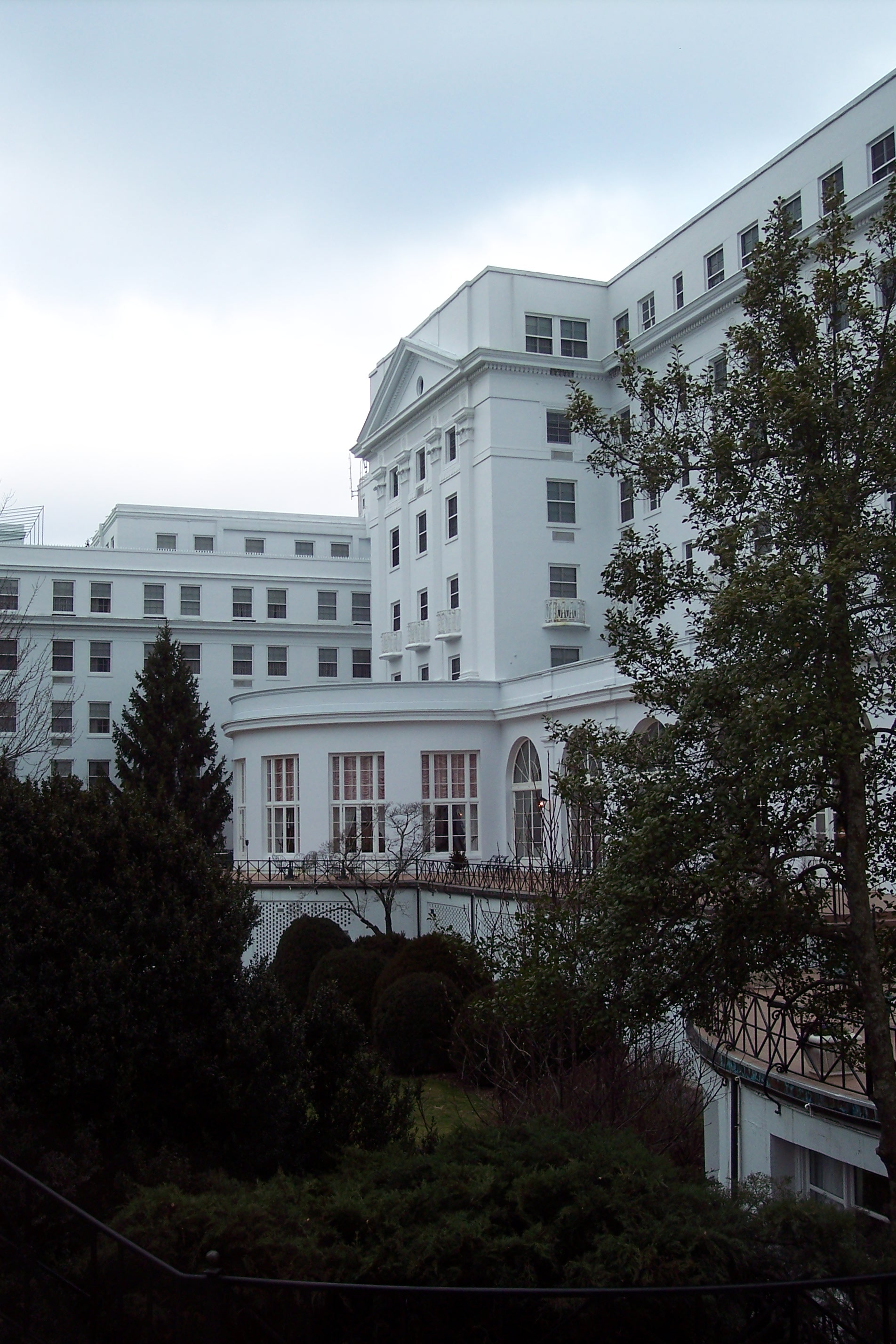
Vue de l'extérieur de l'hôtel.

The Greenbrier est un complexe hôtelier cinq étoiles de White Sulphur Springs, dans le comté de Greenbrier en Virginie-Occidentale (États-Unis). Il est célèbre pour abriter un abri antiatomique destiné à l'accueil du gouvernement des États-Unis en cas d'attaque nucléaire.

## Histoire
En 1957, sous la présidence d'Eisenhower aux États-Unis, les menaces des autres puissances grandissaient de plus en plus, c'est pourquoi le gouvernement décida de développer le « Project Greek Island (en) » connu aussi sous le nom de « Project X ou Project Casper » dans le cadre d'un plan de continuité des opérations.
Ce projet visait à construire un immense bunker souterrain proche de Washington afin que les membres du Sénat et de la Chambre des représentants puissent s'y réfugier en cas de conflit (notamment en cas d'attaques nucléaires). Les travaux commencent en 1958.
Le Greenbrier Golf Resort est un hôtel situé à 400 km au sud-ouest de Washington DC, à White Sulphur Spring dans l'État de Virginie. Le gouvernement proposa à l'hôtel de financer la construction de son aile ouest (Virginia West Wing) à condition d'implanter dans ses souterrains l'immense bunker.
En 1962 en pleine crise des missiles, le bunker fut terminé.
Le bunker peut accueillir plus de 1 100 personnes et a une surface de plus de 10 000 m2.
Véritable ville souterraine à 720 pieds (219 mètres) sous la terre, il se compose de centres de congrès (afin de pouvoir tenir des réunions de crises en temps de guerre), 18 dortoirs, trois réservoirs de 95 000 litres d'eau, une salle d'opération avec 12 lits d'hôpitaux, une clinique dentaire, une pharmacie contenant les médicaments d'ordonnance nécessaires à tous les membres du gouvernement, une salle à rayons X, une salle de décontamination radioactive ainsi que des salles de communications, une mini centrale électrique lui permettant d'être indépendante d'énergie (avec des réservoirs de 204 000 litres de mazout). Les rations accumulées permettraient d'y vivre 30 ans. Il était bien fourni en mets délicats, par exemple en champagne et en steaks.
Les employés chargés de l'entretien y travaillaient sous le couvert de la responsabilité de l'équipement audiovisuel des salles de conférences de l'hôtel. Les salles de réunions du bunker étaient parfois louées sans que leurs occupants ne sachent qu'ils étaient dans un tel endroit.
La construction de ce bunker coûta au gouvernement plus de 14 millions de dollars.
Ce ne fut qu'en 1992 que le Washington Post révéla son existence.
À partir de 1994, les visiteurs purent y accéder, jusqu'en 2004, année qui marqua la rénovation des lieux. On transforma alors les lieux en entrepôt documentaire, les conditions environnementales présentes se prêtant à leur conservation. Une salle d'exposition retraçant l'histoire des lieux a été conservée et des visites guidées y sont organisées.